# Констебль

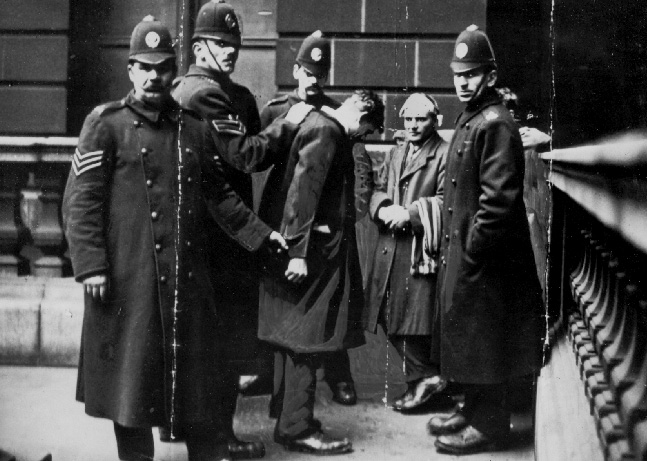
Констебли Глазго задерживают бунтовщика, 1919 год

Консте́бль (англ. constable) — административная должность в англоязычных странах, как правило, в правоохранительных органах. В современных Великобритании, США, Канаде, Новой Зеландии и др. констебль — низший полицейский чин.

## Название
Название лат. comes stabuli прослеживается с V века в Римской империи и Византии и означает конюшего при императорском дворе. Слово было заимствовано франками, откуда перешло в старофранцузский (connétable) и английский языки. Лорд-констебль, как и французский коннетабль, в Средние века заведовал в Англии королевскими конюшнями, аналогичная должность существовала и в Шотландии. Разговорный синоним этого слова — коп — происходит от слова copper — «тот, кто хватает» (от глагола cop — англ. поймать, задержать, восходящего к латыни или фризским языкам).

## История
В Англии должность констебля, которая была аналогична должности staller до Нормандского завоевания, существовала во времена Генриха I (1100–1135). Констебли и маршалы командовали армией. Офицеры, занимавшие важные военные посты и контролировавшие гарнизоны и замки, также назывались констеблями. Их положение нередко сочеталось с должностями судьи, кому следовало помогать шерифу блюсти закон. В средневековой Англии констебли были деревенскими старостами, на которых государством возлагались определённые обязанности, прежде всего относившиеся к поддержанию правопорядка. Констебли также избирались и в городских церковных приходах. Констебль избирался жителями обычно ежегодно в начале января, но были местности, где он избирался на два года.
В соответствии с Винчестерским статутом 1285 года констебли должны были взимать штрафы, бороться с бродяжничеством, организовывать помощь беднякам, ремонт дорог и т. п. Констебль, кроме того, отвечал за явку жителей своей деревни на воинские сборы, был обязан хранить, ремонтировать и заменять вышедшее из строя оружие, с которым жители деревни обязаны были явиться на военную службу в случае созыва ополчения.
С конца XVI века констебли стали также сборщиками налогов. Поскольку констебли за свою работу не получали никакой платы, как правило, желающих стать констеблем было немного. Поэтому обычно констеблем избирали того, кто арендовал жилье, оплачивая его трудом констебля.
В наши дни лорды-констебли в Великобритании назначаются только на коронации.

## Виды британских констеблей
После появления в Великобритании в XIX веке профессиональной полиции констеблями стали называть рядовых полицейских. При этом «главным констеблем» стали называть начальника полиции графства.
Своеобразным в Англии является институт «специальных констеблей», регулируемый законом 1831 г. Они могут назначаться из числа местных граждан, по распоряжению двух мировых судей или министра внутренних дел, в случае бунта или серьезных беспорядков, для усиления обычного контингента полицейских сил. Так, например, когда в 1848 году с целью предупреждения беспорядков вследствие движения чартистов были назначены специальные констебли из разных слоев общества, в их число вступил и проживавший в это время в Лондоне принц Луи Наполеон.

## Констебли в других странах
Констебли также существуют в ряде неанглоязычных стран, например, в Эстонии (эст. konstaabel) до середины 2010-х, в значении участковый полицейский (эст. piirkonnapolitseinik).